# Артмеладзе, Давид Адамович
Давид Адамович Артмеладзе (1 февраля 1865 — 1938) — полковник Российской императорской армии, генерал-майор армии Российской республики; участник Первой мировой войны, кавалер четырёх орденов (в том числе ордена Святого Георгия 4-й степени) и обладатель Георгиевского оружия. После революции, служил в армии Грузинской демократической республики.

## Биография
Родился 1 февраля 1865 года. Окончил Озургетское городское училище. В императорской армии с 7 ноября 1885 года. Окончил Тифлисское пехотное училище по первому разряду. Служил в Елисаветпольском 156-м пехотном полку. 1 сентября 1888 года получил чин подпоручика. 1 сентября 1892 года получил чин поручика. 6 мая 1900 года получил чин штабс-капитана, а ровно через год чин капитана. По состоянию на 16 мая 1914 года служил в том же чине и в том же полку, был командиром роты.
Участвовал в Первой мировой войне. По состоянию на 11 июня 1915 года служил в том же чине и в том же полку. 11 июня 1915 года получил чин подполковника, с формулировкой «за отличия в делах» и старшинством с 30 октября 1914 года. Был переведён в Туркестанский 23-й стрелковый полк, где командовал батальоном. 31 мая 1916 года получил чин полковника со старшинством с 19 июля 1915 года. С 16 августа 1916 года был командиром Туркестанского 16-го стрелкового полка. По состоянию на январь 1917 года находился в той же должности. По состоянию на 10 октября 1917 года был командиром 127-й пехотной дивизии. 10 октября 1917 года был произведён в чин генерал-майора и уволен со службы из-за болезни.
С 1918 года по 1921 год служил в армии Грузинской Демократической Республики.

## Награды
- Орден Святого Георгия 4-й степени (6 января 1917)[2];
- Георгиевское оружие (13 мая 1916)[2];
- Орден Святой Анны 3-й степени (1909)[2];
- Орден Святого Станислава 2-й степени (16 мая 1914) с мечами (19 января 1916)[2];
- Орден Святого Станислава 3-й степени (1906)[2];
- Высочайшее благоволение (21 июля 1916)[2].